# Хуньхэ
Хуньхэ (кит. трад. 渾河, упр. 浑河) — река в Китае в провинции Ляонин.
Длина реки 415 км, площадь бассейна — 11500 км². Годовой сток составляет 5-7 млрд м³. Исток реки находится на плоскогорье Чанбайшань. Образуется слиянием рек Инъэхэ (кит. трад. 英額河, упр. 英额河) и Хунхэ (кит. трад. 紅河, упр. 红河). Сливаясь с рекой Тайцзыхэ около города Шэньян образует реку Даляохэ, которая в свою очередь впадает в Ляодунский залив. Даляохэ была одним из рукавов реки Ляохэ, в 1958 года отделена от Ляо дамбами и стала отдельной рекой. В верхнем течении реки в августе 1958 года на реке создано водохранилище Дахофан, оно является самым крупным водохранилищем на северо-востоке Китая.
Климат в бассейне реки умеренно-континентальный муссонный. Среднегодовая температура 4—8 °C. В год выпадает от 700 до 900 мм осадков, большая часть (70-80 %) которых приходится на период с июня по август. В зависимости от интенсивности выпадения осадков в режиме реки выделяют три периода; маловодный (апрель-май), многоводный (июнь-август) и средневодный (сентябрь-октябрь).
Источниками загрязнения реки могут быть природные и антропогенные источники, включая деятельность горнодобывающих предприятий, смыв удобрений с земель сельскохозяйственного назначения, а также сбросы промышленных и муниципальных сточных вод. Река является источником водоснабжения семи городов, включая такие крупные города как Фушунь, Шэньян и Аньшань.

## Название
Название реки переводится с китайского как «мутная», что соответствует её внешнему виду, вызванному быстрым течением и обильным переносом грунта.
Среди прежних названий реки — Сяоляошуй (小辽水), досл. «Малая Ляохэ». В среднем течении также носила название Шэньшуй (瀋水), от которого образовано название города Шэньян. В нижнем течения была известна как Гэлихэ (蛤蜊河, досл. «река моллюсков»).